# Інкудіне
Інкудіне (італ. Incudine) — муніципалітет в Італії, у регіоні Ломбардія, провінція Брешія.
Інкудіне розташоване на відстані близько 510 км на північ від Рима, 125 км на північний схід від Мілана, 80 км на північ від Брешії.
Населення — 393 особи (2014).
Щорічний фестиваль відбувається 22 вересня. Покровитель — San Maurizio.

## Демографія
Населення за роками:

Станом на 1 січня 2023 року в муніципалітеті офіційно проживало 10 іноземців з 5 країн, серед них 4 громадяни України.

## Сусідні муніципалітети
- Едоло
- Монно
- Вецца-д'Ольйо